# Palacio Real de El Pardo

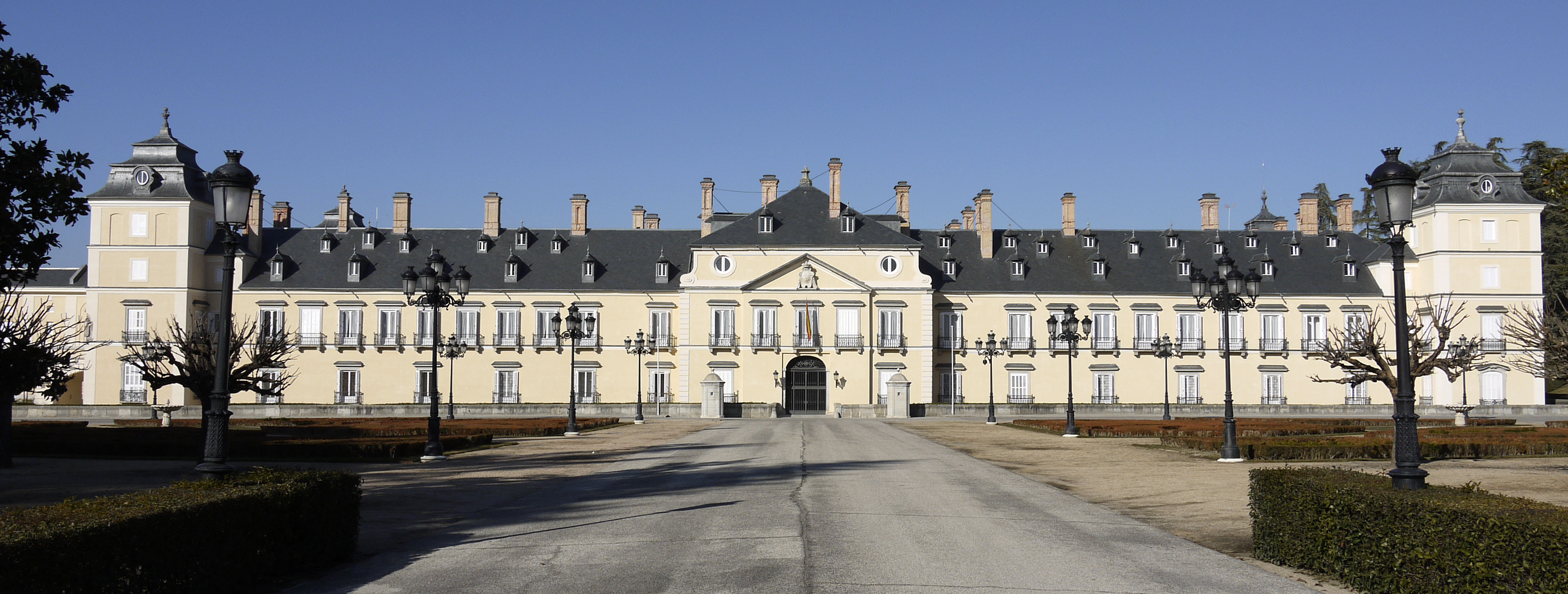
Kungliga slottet i El Pardo.

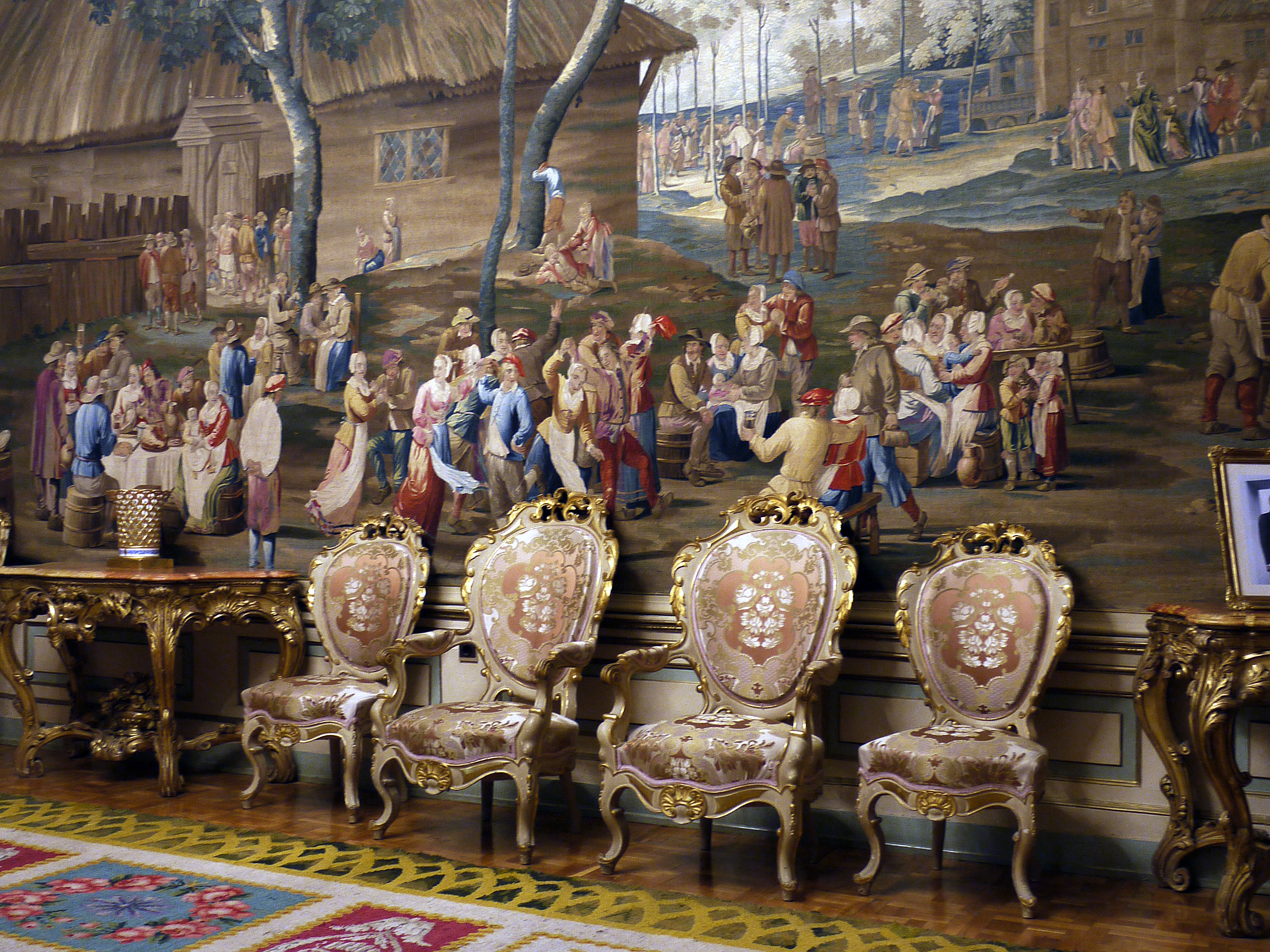
Interiörbild från slottet.

Palacio Real de El Pardo eller det Kungliga slottet i El Pardo är ett av den spanska kungafamiljens residens. Dess huvudsakliga användning i dag är att ta emot utländska statschefer på officiellt besök till Spanien. Slottet ligger i El Pardo (Spanien) i omgivningen till Monte de El Pardo. Slottet administreras av Patrimonio Nacional, den statliga spanska myndighet som förvaltar tillgångarna för den spanska kronan. 

## Historia
Slottet byggdes på 1500-talet, från att ha varit en enkel byggnad från 1400-talet. Dess nuvarande utseende skapades av arkitekten Francesco Sabatini, i och med den utbyggnad och ombyggnad som skedde under 1700-talet, på uppdrag av kung Karl III.
Utöver sitt arkitektoniska värde utmärker sig slottet för sin inredning, som representerar olika historiska epoker samt genom de konstverk som är utställda där, inklusive en del målningar av Juan de Flandes, från en samling som påbörjades av Filip II - till största delen nu försvunnen -, och José de Ribera. 
I slottet finns också en betydande samling väggbonader från 1700-talet, som bland annat omfattar fem från de mest kända serierna av Francisco Goya. 
Ursprunget till byggnaden går tillbaka till 1405, när kung Henrik III av Kastilien beordrade byggandet av en kunglig bostad i Monte de El Pardo, en plats som monarken brukade besöka, på grund av sina rika möjligheter till jakt.  Henrik IV, för sin del, uppförde på samma plats ett litet slott (castillo). 
Senare förvandlade kejsaren Karl I slottet till ett palats, från början ritad av Luis de la Vega, även upphovsman till palatset i Valsaín. Arbetet inleddes 1547 och slutfördes 1558, då under  Filip II:s regering, med impulser från arkitekten Juan de Vergara. 
Den 13 mars 1604 uppstod en stor brand som förstörde stora delar av slottet och de flesta av målningarna som förvarades där, även om den så kallade "Venus de El Pardo" av Titian (som för närvarande återfinns i Louvren i Paris) kunde räddas. Det sägs att  Filip III, när han fick höra om den katastrofala branden, frågade efter tavlan och avslutade med att säga: "Om den tavlan har räddats, så spelar allt det andra inte någon roll." Monarken utfärdade en budget på 80.000 dukater, för återuppbyggnaden och gav uppdraget till Francisco de Mora, samme man som hade efterträtt Juan de Herrera vid uppförandet av klostret i San Lorenzo. 